# روف
روف (نام علمی: Gymnocephalus cernua) نام یک گونه از تیره سوف‌ماهیان است.روف ماهی آب شیرین است و در مناطق معتدل اروپا و شمال آسیا یافت می‌شود.این ماهی به دریاچه‌های بزرگ آمریکای شمالی معرفی شده است، براساس گزارش چون این ماهی گونه‌ای گونه‌‌ای مهاجم است و سریعتر از گونه‌های دیگر تولید و مثل می‌کند، معرفی‌اش نتایج تاسف‌باری داشته و  باعث بر هم خوردن نظم طبیعی آن مکان‌ها شده است.